# Германско-иракские отношения
Германско-иракские отношения — двусторонние дипломатические отношения между Германией и Ираком.

## История

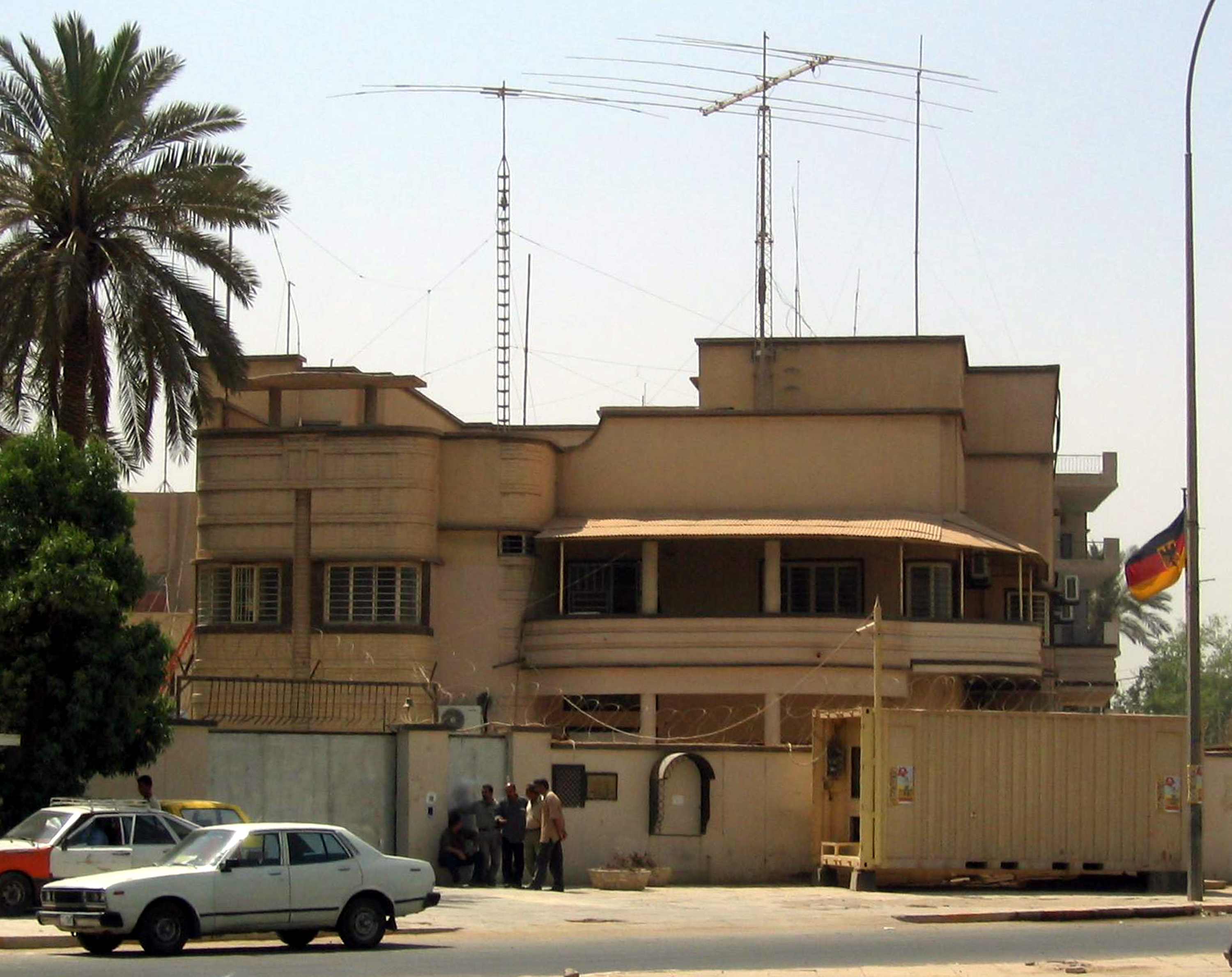
Посольство Германии в Багдаде.

2 мая 1969 года Ирак осуществил дипломатическое признание ГДР, став в то время единственным некоммунистическим государством, установившим дипломатические отношения с этой страной. Об этом факте сообщило издание Neues Deutschland, а министр иностранных дел ГДР Отто Винцер официально подтвердил дипломатическое признание со стороны Ирака.
С аккредитацией послов в Багдаде и Берлине 24 и 28 августа 2004 года, страны возобновили полные дипломатические отношения. С начала 2009 года Германия имеет генеральное консульство в Эрбиле. В августе 2014 года правительство Германии объявило о решении поставлять оружие курдским силам Пешмерга, сражающимся с ИГИЛ. Федеральное министерство обороны Германии сообщило, что военной помощи будет достаточно для снабжения 4000 курдских повстанцев Пешмерга.
К декабрю 2014 года Германия присоединилась к военной операции против «Исламского государства» под руководством США и направила 100 военнослужащих бундесвера в северный Ирак для подготовки повстанцев пешмерга.
В августе 2014 года и декабре 2015 года министр иностранных дел Германии Франк-Вальтер Штайнмайер находился в Багдаде и Эрбиле для участия в политических переговорах. Во время своих визитов Франк-Вальтер Штайнмайер встретился с президентом Ирака Фуадом Масумом, премьер-министром Хайдером Аль-Абади и президентом Иракского Курдистана Масудом Барзани. В сентябре 2016 года министр обороны Германии Урсула фон дер Ляйен посетила Багдад и Эрбиль.

## Торговля
В 1980-х годах объём товарооборота между странами составлял примерно 6,4 млрд. долларов США в год. В 2014 году экспорт Германии в Ирак составил сумму 1,1 млрд. евро, а экспорт Ирака в Германию — 438 млн. евро. В 2015 году экспорт Германии в Ирак составил сумму около 1 млрд евро.

## Дипломатические представительства
- Германия имеет посольство в Багдаде[7].
- Ирак содержит посольство в Берлине[8].